# Darachosia rufipes
Darachosia rufipes là một loài tò vò trong họ Ichneumonidae.